# Apionichthys rosai
Espèce
Apionichthys rosai est une espèce de poissons de la famille des Achiridae.

## Répartition
Apionichthys rosai est présent dans le bassin de l'Amazone.

## Description
La taille maximale connue pour Apionichthys rosai est de 35 mm.

## Étymologie
Son nom spécifique, rosai, lui a été donné en l'honneur de Ricardo de Sousa Rosa, ichtyologiste brésilien de l'université fédérale de Paraíba.

## Publication originale
- Robson Tamar da Costa Ramos, « Systematic review of Apionichthys (Pleuronectiformes: Achiridae), with description of four new species », Ichthyological Exploration of Freshwaters, Verlag Dr. Friedrich Pfeil (d), vol. 14, no 2,‎ 2003, p. 97-126 (ISSN 0936-9902).